# Amt Windeck

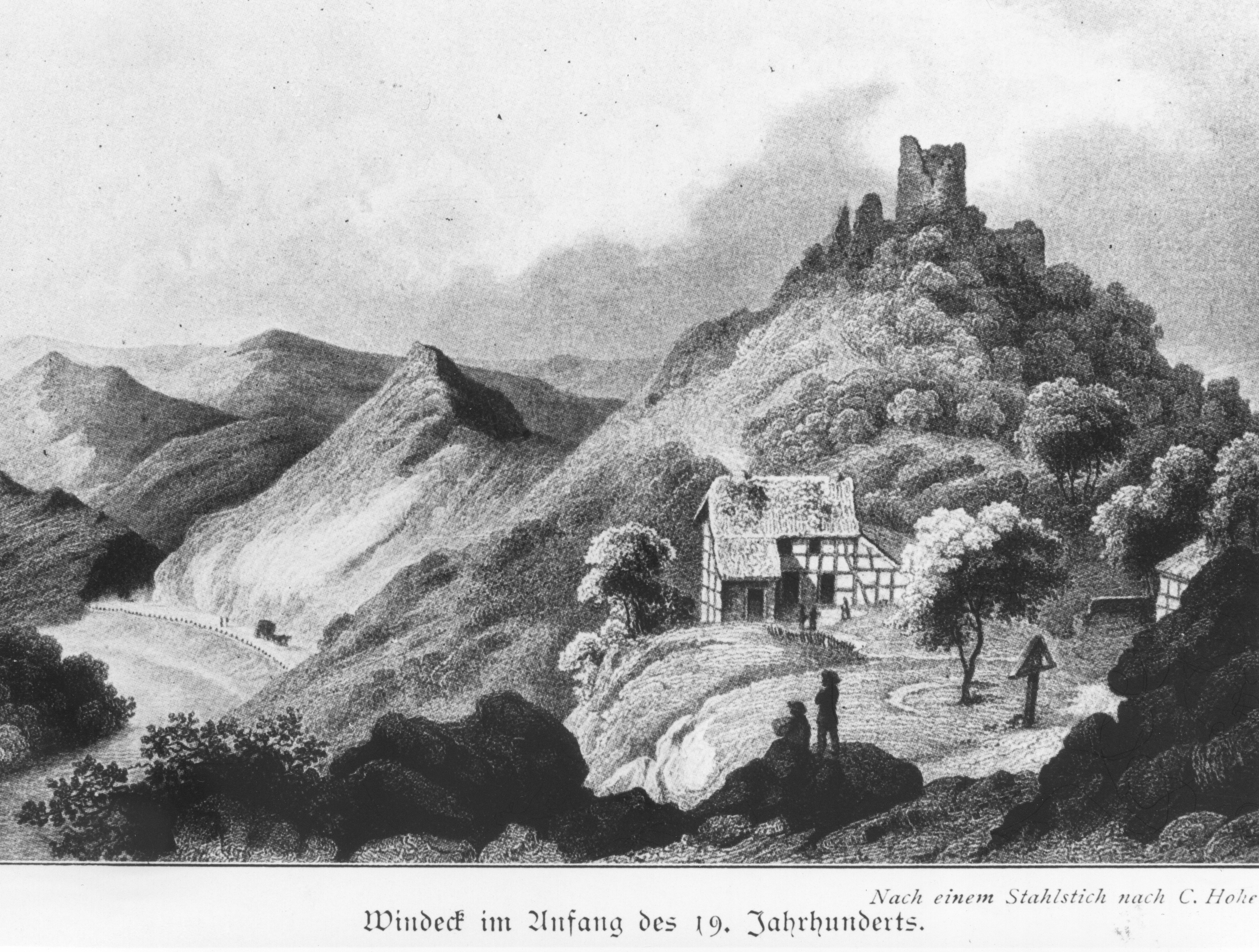
Ruine der Burg Windeck an der Sieg um 1800

Das Amt Windeck war ein seit dem späten Hochmittelalter bis 1806 bestehender früherer Verwaltungsbezirk der Grafschaft Berg, ab 1380 des Herzogtums Berg. Sein Verwaltungszentrum war zuerst die Burg Windeck, nach deren endgültiger Zerstörung 1672 die Burg Denklingen.

## Umfang

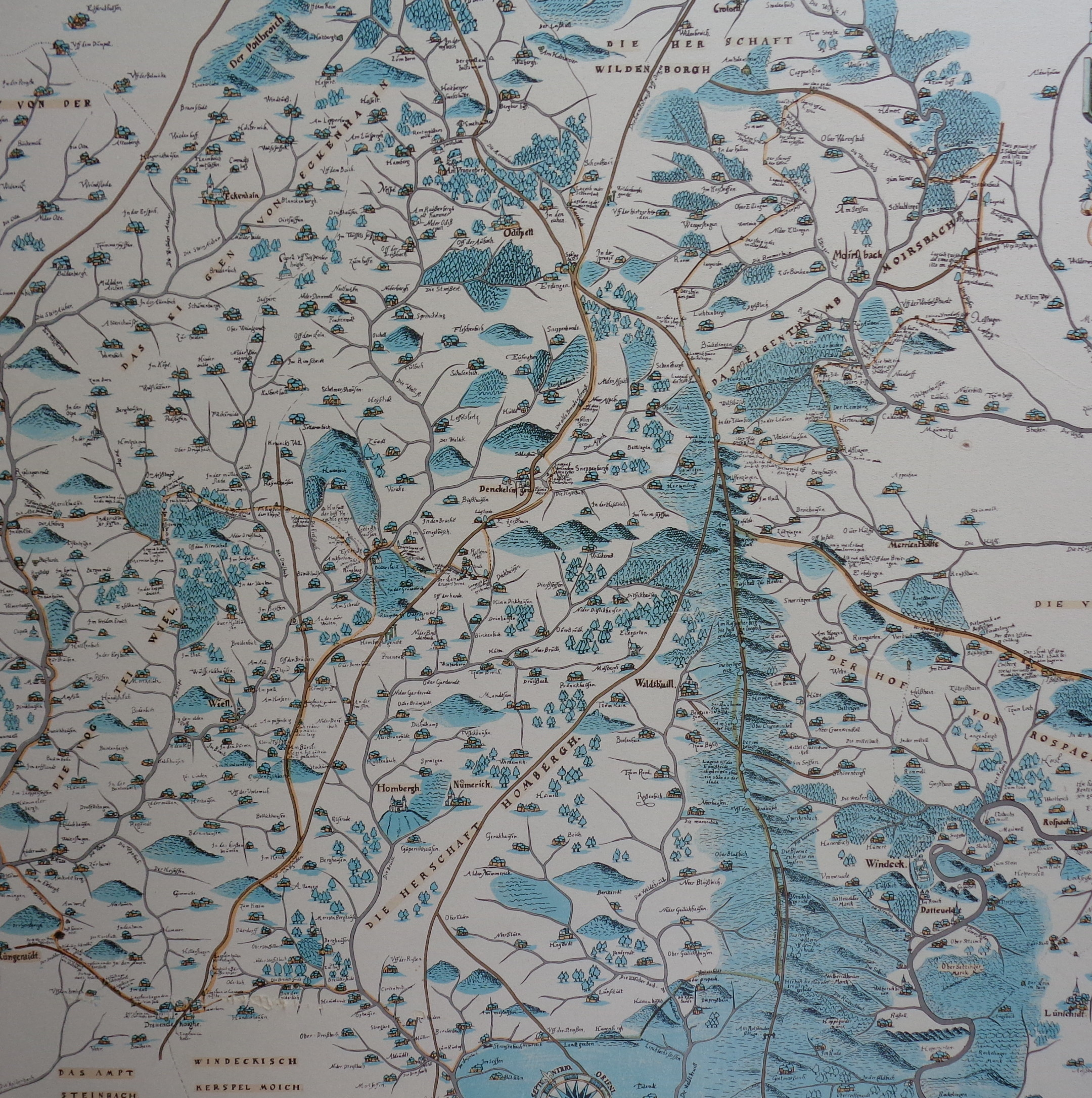
Amt Windeck 1575

Die territoriale Entwicklung des Amtes Windeck ein langwieriger Vorgang, erkennbar daran, dass es bis 1604 aus vier räumlich voneinander getrennten Gebieten bestand:
- das Eigen von Eckenhagen (heute Gemeinde Reichshof)
- das Eigentum Morsbach (heute östlicher Teil der Gemeinde Morsbach)
- der Hof von Rospe (heute grp0e Teile der Gemeinde Windeck sowie der südlich des Nutscheid gelegene Teil der Stadt Waldbröl)
- das Kirchspile Much (heute Gemeinde Much)

Getrennt wurden diese Gebiete durch die Reichsherrschaft Homburg, allerdings nicht im Sinne einer Abgrenzung im heutigen Sinne. Vielmehr hatte Berg im Verlaufe des Mittelalters in den vier genannten Gebieten wesentliche Hoheitsrechte gewonnen, z. B. die Hohe Gerichtsbarkeit und das Regalienrecht. Zudem lebten in den zu Sayn gehörigen Kirchspielen Waldbröl, Wiehl und Bielstein zahlreiche bergische Untertanen, die der bergischen Gerichtsbarkeit unterstanden In Waldbröl gab es im 16. Jahrhundert sogar drei Schultheißen für die bergischen, sanischen und wittgensteinischen Untertanen.
Nach der Vereinbarung von 1604 im sogenannten Siegburger Vergleich mit den Grafen von Sayn-Wittgenstein war der Umfang des Amtes Windeck im 17. und 18. Jahrhundert weitgehend festgelegt. Es umfasste die Kirchspiele Much, Eckenhagen, Denklingen, Odenspiel, Waldbröl, Morsbach, Rosbach, Dattenfeld und Leuscheid.

## Verwaltung
Die zentrale Verwaltung des Amtes Windeck bestand aus den für das ganze Amt zuständigen Beamten: Amtmann (satrapa, vor Ort häufig vertreten durch einen Amtsverwalter (vice-satrapa)), Richter (des „Hohen Gerichts zu Windeck“, judex), Gerichtsschreiber (scriba judiciis) und Rentmeister (Kellner, cellarius).
Die lokale Verwaltung in den einzelnen Kirchspielen lag in der Hand des dortigen Schultheißen (praetor), dem in den Untergerichtsbezirken ein Amtsknecht (Much), Fender (Eigen von Eckenhagen) bzw. Unterschultheiß (Morsbach) für die nicht-juristischen Angelegenheiten zur Seite stand. Dazu gehörte insbesondere die Einziehung der Steuern, wofür in den übrigen Kirchspielen der dortige Schultheiß – oft „Schatzschultheiß“ genannt – zuständig war.
Die Stelle des Amtmanns befand sich seit dem frühen 15. Jahrhundert de facto erblich in der Hand der Familie von Nesselrode zu Ehreshoven, die – selbst nicht im Amt Windeck ansässig – sich seit der Mitte des 16. Jahrhunderts durch einen Verwalter vertreten ließ. Diese Verwalter gehörten nach 1650 alle zu den im Amt führenden, eng miteinander verwandten Beamtenfamilien.

### Amtmänner
(Quelle: )
- 1260: Adolf von Wiehl, advocatus de Wintecgin
- 1313: Johann Quad, advocatus de Windechke
- 1356: Heinrich von Grafschaft, amptman zu Windecke
- 1361: Gerhard (der Jüngere) von Waldenburg gen. Schenkern, officiatus in Windecke
- 1362–1363: Adolf von Grafschaft, amptman zo Windecke
- 1388: Wilhelm Stael von Holstein, Amtmann zu Windeck
- 1404: Everhard zu Limburg
- 1413:Johann Kreuwel von Gimborn
- 1431–1472 Wilhelm von Nesselrode zu Ehreshoven
- 1472–1510 Bertram von Nesselrode zu Ehreshoven (Sohn des vorigen)
- 1510–1513 Heinrich von Nesselrode zu Ehreshoven (Sohn des vorigen)
- 1514–1540 Wilhelm von Nesselrode zu Ehreshoven (Sohn des vorigen; 1515-1528 vertreten durch seinen Onkel Moritz von Nesselrode)
- 1542–1549 Johann von Selbach zu Krottorf
- 1549–1561 Johann von Nesselrode zu Ehreshoven (Sohn des obigen Wilhelm v. N.)
- (wohl 1561–ca. 192 nur als Pfründe)) Wilhelm von Nesselrode zu Ehreshoven, jülich-bergischer Kanzler (Sohn des vorigen,
- 1561–1586 Johann von Lützenrode
- 1586-(ca.1598) Wilhelm von Leerodt zu Hunstorf
- (ca. 1592)–1610 Bertram von Nesselrode zu Ehreshoven (Brueder des obigen Wilhelm)
- 1610–1617 Heinrich Quad von Isengarten
- 1618–1622 Friedrich Wilhelm von der Lipp genannt Hoen
- 1622–1625 Walram Scheiffart von Merode zu Alfter
- 1625–1637 Adolf von Nesselrode zu Ehreshoven (Sohn des obigen Wilhelm)
- 1637–ca. 1663 Bertram von Nesselrode zu Ehreshoven (Sohn des vorigen)
- ca. 1666–1673 Konrad Gumprecht von Aldenbrück genannt von Velbrück
- 1673–1702 Wolfgang Philipp Franz von Velbrück (Sohn des vorigen)
- 1702–1737 Maximilian Heinrich von Velbrück (Neffe des vorigen)
- 1737–1776 Adam von Velbrück (Sohn des vorigen)
- 1776–1794 Gerhard Johann Wilhelm von Mirbach (Schwiegersohn des vorigen)
- 1794–1804 Moritz von Gaugreben

### Amtsverwalter
(Quelle: )
- 1625–1637 Wilhelm von Hillesheim
- 1648–1651 Hermann Froning
- 1653–1669 Johann Heinrich Wilhelmi aus Waldbröl-Kalkberg
- 1694–1700 Johann Adolf Saur zu Waldbröl-Romberg[10]
- 1700–1720 Hubert Langenberg zu Waldbröl-Brenzingen
- 1725–1747 Johann Gerhard Übersetzig zu Windeck-Hahnenbach
- 1768–1774 Wilhelm Heinrich Jansen zu Waldbröl

## Gerichtswesen
Das höchste Gericht im Amt war in Zivil- und Strafsachen das „Hohe Gericht zu Windeck“, das als Hochgericht auch über Leben und Tod entschied; Hinrichtungsstätte war der Galgenberg in der Nutscheid bei Waldbröl-Bladersbach.
Historisch bedingt verfügten das Kirchspiel Much, das Eigen von Eckenhagen und das Kirchspiel Morsbach über sogenannte „Untergerichte“ als Schöffengerichte erster Instanz ohne Blutgerichtsbarkeit unter dem Vorsitz eines Schultheißen (praetor), der dort im Gegensatz zum „Schatzschultheiß“ der anderen Kirchspiele auch „Gerichtsschultheiß“ genannt wurde. Diese Untergerichte blieben bis 1806 bestehen.

## Wirtschaft
Das Amt Windeck galt innerhalb des Herzogtums Berg als sehr arm und wurde im Volksmund oft „Haferspanien“ genannt, da auf den unfruchtbaren Böden als Getreide nur Hafer angebaut werden konnte. Die Menschen lebten überwiegend sehr karg von der Weidewirtschaft. Der Mathematiker Erich Philipp Ploennies schrieb in seinem Werk Topographia Ducatus Montani 1715 über das Amt Windeck: „Dieses Ambt, obgleich darinnen mehrentheils Haber wächßt, ist jedoch gut, weilen die Leut darin fleißig und mit Viehzucht und Handel den Mangel zu ersezzen suchen.“
Eine besondere Stellung hatte der Bergbau inne, vor allem im östlichen Teil Eckenhagens an der Grenze zum Sauerland, wo in der Silberkuhle seit dem Hochmittelalter mehr als 500 Jahre lang Silber und andere Erze gefördert wurden. Ebenso bedeutsam war der Bergbau im Raum Morsbach mit zahlreichen Gruben, die teilweise erst in der Mitte des 20. Jahrhunderts stillgelegt wurden.

## Religionsverhältnisse
Durch die sehr liberale Kirchenpolitik der Herzöge von Jülich-Kleve-Berg im 16. Jahrhundert drang das Luthertum sehr schnell auch im Amt Windeck vor, was großen Teilen des Amtes – wie auch im übrigen Bergischen Land – zu lokal gemischten Religionsverhältnissen führte, ohne dass dies zu religiösen Konflikten führte.
Nach der Festlegung der Besitzansprüche der Konfessionen an den Kirchen durch das „Normaljahr 1624“ gehörten die Einwohner des Amtes Windeck seit etwa 1650 überwiegend der lutherischen Konfession an, doch waren die Kirchspiele Much, Dattenfeld und Morsbach fast ausschließlich katholisch.
In den lutherisch dominierten Kirchspielen Eckenhagen, Denklingen-Odenspiel, Waldbröl, Holpe und Leuscheid entstanden in der ersten Hälfte des 18. Jahrhunderts im Rahmen des Rekatholisierungsprogramms der pfalz-neuburgischen Kurfürsten sogenannt „Bergische Missionsstationen“ und der Bau katholischer Kirchen in diesen Orten, was teilweise zu sehr schwerwiegenden Auseinandersetzungen zwischen den Konfessionen führte.